# Người Kiến và Chiến binh Ong
Người kiến và chiến binh ong (tựa gốc tiếng Anh: Ant-Man and the Wasp) là một phim điện ảnh siêu anh hùng của Mỹ dựa trên các nhân vật của Marvel Comics, Scott Lang/Người kiến và Hope van Dyne/Wasp. Bộ phim được sản xuất bởi Marvel Studios và được phân phối bởi Walt Disney Studios Motion Pictures, là phần tiếp theo của Người kiến (2015) và bộ phim thứ hai mươi trong Vũ trụ điện ảnh Marvel (MCU). Bộ phim được đạo diễn bởi Peyton Reed và được viết bởi nhóm biên kịch gồm Chris McKenna và Erik Sommers, và Paul Rudd, Andrew Barrer và Gabriel Ferrari. Bộ phim quy tụ Rudd trong vai Lang và Evangeline Lilly trong vai Van Dyne, cùng với Michael Peña, Walton Goggins, Bobby Cannavale, Judy Greer, Tip "T.I". Harris, David Dastmalchian, Hannah John-Kamen, Abby Ryder Fortson, Randall Park, Michelle Pfeiffer, Laurence Fishburne và Michael Douglas. Trong Người kiến và chiến binh ong, cặp đôi chuẩn bị bắt tay vào một nhiệm vụ mới từ Hank Pym.
Các cuộc nói chuyện về phần tiếp theo của Người kiến bắt đầu ngay sau khi bộ phim được phát hành. Người Kiến và Chiến binh Ong đã chính thức được công bố vào tháng 10 năm 2015, với Rudd và Lilly trở lại với vai diễn. Reed chính thức trở về từ Người Kiến để chỉ đạo một tháng sau đó. Việc quay phim diễn ra từ tháng 8 đến tháng 11 năm 2017, tại trường quay Pinewood Atlanta ở Quận Fayette, Georgia, cũng như Metro Atlanta, San Francisco, Savannah, Georgia và Hawaii.

## Nội dung
Năm 1987, trong một chiến dịch của S.H.I.E.L.D., Janet van Dyne (Wasp) bị kẹt ở trong phân tử của một chiếc tên lửa Xô Viết, vô hiệu hóa được nó song bị kẹt lại ở Thế giới Lượng tử. Hank Pym kể cho con gái của mình là Hope, tin rằng Janet đã chết. Nhiều năm sau, Scott Lang sau khi trở thành Ant-Man tiếp theo đã đi vào và thoát ra thành công khỏi vùng Lượng tử. Hank và Hope bắt đầu nghiên cứu về thế giới này với hi vọng có thể tìm thấy Janet còn sống sót. Scott và Hope bắt đầu mối quan hệ của mình và bắt đầu chiến đấu với danh nghĩa là Ant-Man và Wasp mới, cho tới khi Scott đi giúp Captain America tại sự kiện Civil War trong Captain America: Nội chiến siêu anh hùng để phản đối Hiệp định Sokovia. Sau khi được Captain America giải cứu khỏi nhà tù Raft, Scott Lang quyết định trở về nhà nhưng phải chịu sự kiểm soát của FBI, còn Hank Pym với Hope phải đi ẩn náu.
Hai năm sau, Pym và Hope đã mở được cổng để tiếp cận với Thế giới Lượng tử trong chốc lát. Cùng lúc đó Scott Lang mơ thấy mình bị nhập vào Janet hồi trẻ. Mặc dù chỉ còn vài ngày là mãn hạn bị kiểm soát, Lang quyết định gọi điện cho Hank. Hope bắt cóc Lang, để lại một con kiến thế thân anh nhằm đánh lạc hướng đặc vụ FBI là Jimmy Woo. Sau khi xác nhận Janet còn sống, Hank và Hope đã cùng nhau tạo nên một cái đường hầm ổn định để Hank có thể đưa phương tiện đi vào Vùng Lượng tử và giải cứu Janet.
Hope đi mua một thiết bị để phục vụ công việc phòng thí nghiệm từ một kẻ buôn bán chợ đen là Sonny Burch, tuy nhiên Burch đã nhận ra lợi ích có thể kiếm ra được từ những nghiên cứu của Hank và Hope nên đã tìm cách ăn cắp phòng thí nghiệm thu nhỏ của họ. Hope chiến đấu và bắt được Burch, tuy nhiên sau đó cô bị tấn công bởi Ghost, một người phụ nữ đeo mặt nạ có khả năng xuyên vật chất dù không ổn định. Lang định giúp đỡ để đánh nhau với Ghost nhưng cô đã nhanh chóng thoát đi cùng với phòng thí nghiệm. Pym miễn cưỡng tìm đến đồng nghiệp cũ là Bill Foster để tìm vị trí của phòng thí nghiệm. Hope, Lang và Pym gặp được Ghost ở đây, cô giới thiệu mình là Ava Starr. Bố cô là Elias, một đồng nghiệp cũ khác của Pym đã thiệt mạng cùng với vợ trong một thí nghiệm về lượng tử, điều này khiến cho Ava có được năng lực thất thường của mình. Foster xuất hiện để giúp đỡ Ava, và họ lập kế hoạch hấp thụ năng lượng lượng tử của Janet. Biết rằng điều này có thể làm Janet mất mạng, Pym đã từ chối hợp tác và tìm cách trốn thoát.
Sau khi mở được cánh cổng ổn định, Pym và Hope đã tiếp cận được với vị trí mà Janet đã gửi, nhưng họ cũng được cảnh báo rằng sẽ chỉ có 2 tiếng trước khi có một hiện tượng không ổn định xảy ra và sẽ chia cách họ tới hàng thế kỉ. Burch biết được vị trí của Lang nên đã gọi điện cho FBI. Luis cảnh báo Lang về nhà sớm trước khi Woo biết anh đã trốn khỏi nhà. Điều này khiến cho Hank và Hope bị bắt, và phòng thí nghiệm lại bị Ghost lấy đi. Lang nhanh chóng giải cứu Pym và Hope khỏi nhà tù, đồng thời đi lấy lại phòng thí nghiệm. Lang và Hope đánh lạc hướng Ava và lấy phòng thí nghiệm trong khi Pym đi vào Thế giới Lượng tử để giải cứu Janet, tuy nhiên Burch cùng đồng bọn đã "giúp" Ava lấy sức mạnh lượng tử từ Janet. Luis, Dave và Kurt cùng nhau giúp bắt giữ Burch để Lang và Hope có thể ngăn chặn Ava. Pym và Janet rời khỏi Vùng Lượng tử an toàn, Janet đã sử dụng một ít sức mạnh của mình để giúp Ava có thể tạm thời phục hồi. Lang trở về nhà đúng lúc Woo đến để thông báo anh đã được thả. Ava và Foster bỏ trốn.
Ở cảnh mid-credits, Hank, Hope và Janet đưa Lang vào thế giới lưọng tử để anh lấy hạt lượng tử chữa bệnh cho Ava. Nhưng sau khi hoàn thành nhiệm vụ và đang chuẩn bị rời khỏi Thế giới Lượng Tử thì anh bỗng nhiên mất liên lạc với cả gia đình Pym. Hóa ra, họ đã biến thành tro bụi do tác động từ cú búng tay của Thanos. Credit cuối phim là cảnh con kiến thế thân Lang đang chơi trống trong lúc ti vi nhà anh phát báo động khẩn cấp.

## Chú giải
1. ↑  Nói đến sự kiện Thanos tiêu diệt 50% sự sống của nửa vũ trụ trong Avengers: Cuộc chiến vô cực (2018)